# Fluor
Fluorul este un element chimic din grupa a 7-a a sistemului periodic (grupa halogenilor), cu simbolul F și cu numărul atomic 9. Este cel mai ușor halogen și există sub forma unui gaz diatomic extrem de toxic, de culoare galben-pal în condiții standard. Este cel mai electronegativ element, fiind astfel extrem de reactiv: aproape toate elementele, chiar și unele gaze nobile, formează compuși cu fluorul.

## Istoric
Fluorul a  fost descoperit de Moissan (Franța) în 1886.
Timp îndelungat fluorul nu a fost studiat deloc din cauza marii sale reactivități și toxicități.
În 1907, chimistul belgian Frédéric Swarts (1866-1940) a preparat diclorodifluorometanul, cercetările asupra fluorului fiind stimulate de folosirea acestui compus ca amestec răcitor.
În 1986, la aniversarea a 100 de ani de la descoperirea sa, Karl Christe a pus la punct o metodă pur chimică de preparare prin reacția în mediu de HF anhidru, la 150 °C dintre  K2MnF6 și SbF5. Are loc următoarea reacție:
2K2MnF6+4SbF6 → 4KSbF6 + MnF2 + F2

## Proprietăți

### Proprietăți fizice
- Simbol chimic: F
- Număr atomic: 9
- Masă atomică: 18,9984 g/mol
- Densitate, (la 20 °C): 1,696 kg/m3

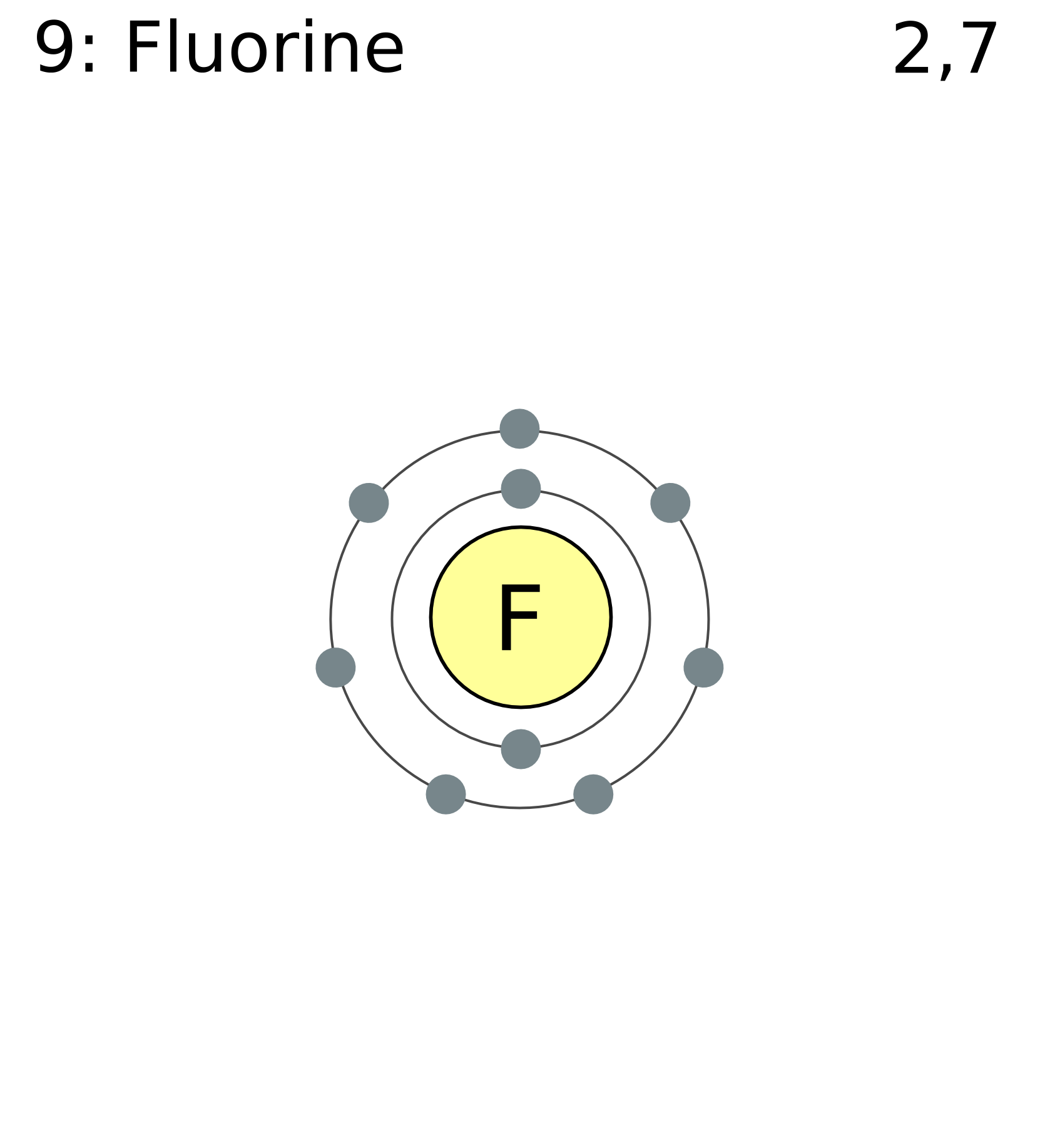
Modelul atomic al fluorului

- Electronegativitate (pe scala Pauling): 3,98
- Punct de topire: -220  °C
- Punct de fierbere: -188  °C
- Stare: gazoasă

## Compuși
Minereurile cu conținut de fluor sunt: 
- fluorita CaF2 (fluorură de calciu),
- criolita Na3[AlF6],
- apatitul 3Ca3(PO4)2.Ca(F,Cl)2.

## Răspândire
Fiind un element foarte reactiv nu se găsește în natură decât sub formă de compuși.

## Producere

### Producere la scară industrială
Singura metodă industrială de obținere a fluorului elementar, este electroliza unei soluții de KF în acid fluorhidric anhidru. Operația se desfășoară în recipiente de cupru sau nichel, care reprezintă catodul, unde se formează hidrogen H2 iar la anodul din grafit se degajă fluorul F2

## Utilizare
Faptul că diverși compuși organici, în care hidrogenul este înlocuit cu fluor, sunt deosebit de inactivi a condus la variate aplicații industriale: izolatori electrici, mase plastice cu inerție mare, lubrifianți. Fluorul se mai utilizează la prevenirea apariției cariilor dentare dar și în industria atomică. Fluoridizarea apei este benefica dentiției însă poate avea efecte negative serioase precum calcifierea glandei pineale și boli neurodegenerative .